# 杨民
杨民，中华人民共和国政治人物、外交官。
2007年，接替张史贤担任中华人民共和国驻多哥大使。2010年，由王作峰接任。2013年7月至2016年3月，任中华人民共和国驻马达加斯加大使。

## 荣誉

### 外国勋章奖章
- 莫诺指挥官勋章（英语：Order of Mono）（多哥，2010年11月20日于卡拉会议大厦颁发[3]）